# داريل فاز
داريل فاز (بالإنجليزية: Daryl Vaz)‏ هو سياسي جامايكي، ولد في 15 ديسمبر 1963. حزبياً، نشط في حزب العمال الجامايكي. وقد انتخب عضو مجلس نواب جامايكا.